# Koleje wąskotorowe na Pomorzu Zachodnim

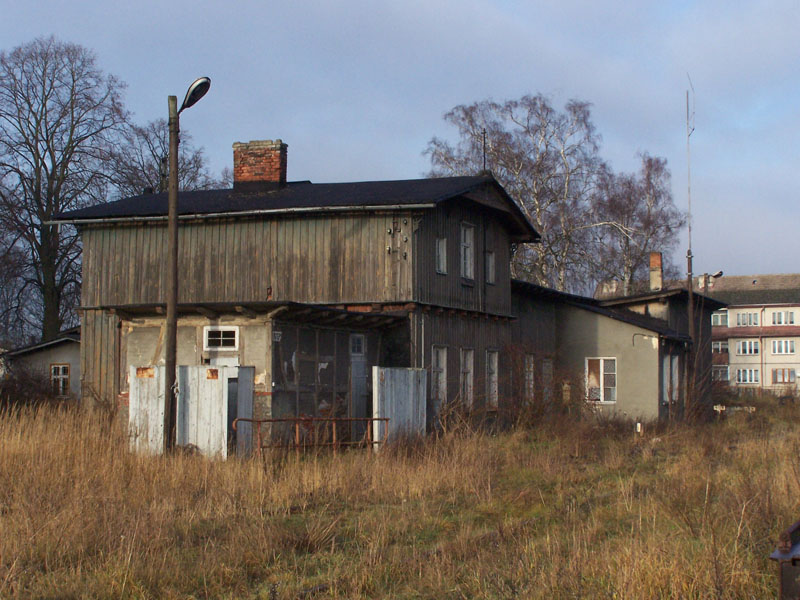
Opuszczona stacja kolei wąskotorowej w Dobrej Nowogardzkiej

Koleje wąskotorowe na Pomorzu Zachodnim – zbiór wszystkich sieci kolei pasażerskiej i towarowej, o rozstawie szyn mniejszym niż 1435 mm, mieszczących się na terenie Pomorza Zachodniego.
Na początku XX wieku istniała sieć kolei wąskotorowych użytku publicznego o łącznej długości 740 km torów i była jedną z największych tego typu w Europie. W latach 20. i 30. XX wieku niektóre z nich przebudowano na rozstaw toru 1435 mm tak, że w roku 1939 istniało jeszcze około 640 km linii wąskotorowych. Dążąc do centralizacji zarządzania już w 1937 r. utworzono LBD (Landesbahndirektion) z siedzibą w Szczecinie, z której w roku 1940 powstała PLB (Pommersche Landesbahnen). W wyniku tego poszczególne koleje utraciły możliwość zarządzania, a PLB przejęła ich majątek i własność prawną. W 1945 r. koleje te przejęły PKP, jednak ze względu na duże zniszczenia wojenne oraz kradzież infrastruktury niektóre odcinki nie zostały już odbudowane. Na początku lat 50. czynnych było jeszcze około 580 km linii o ujednoliconym rozstawie 1000 mm. Obecnie (2022) – głównie w sezonie letnim – eksploatowane są dwie linie: z Gryfic Wąskotorowych do Pogorzelicy Gryfickiej (o długości około 40 km) i z Koszalina Wąskotorowego przez Manowo do Rosnowa (o długości około 21 km).

## Podział
Cała sieć podzielona była na 8 części, którymi dawniej zarządzały następujące przedsiębiorstwa:
- Stargardzka (SKB – Saatziger Kleinbahn AG),
- Reska (RKB – Regenwalder Kleinbahn AG),
- Gryficka (GbKB – Greifenberger Kleinbahn AG),
- Kołobrzeska (KKB – Kolberger Kleinbahn AG),
- Koszalińska (KBB – AG der vereinigten Kleinbahnen der Kreise Köslin, Bublitz und Belgard),
- Sławieńska (SchKB – Schlawer Kreisbahn),
- Słupska (STB – Stolper Kreisbahn/en AG),
- linia CPO (AG Kleinbahn Casekow – Penkun – Oder).

W tabelach pogrubione zostały stacje węzłowe i końcowe.

## Stargardzka Kolej Wąskotorowa
Do Stargardzkiej KW (niem. Saatziger Kleinbahn, Szadzka Kolej Wąskotorowa, od nazwy powiatu), zbudowanej przez przedsiębiorstwo Lenz & Co., należało 119,6 km torów o szerokości 1000 mm i 2 km linii normalnotorowej łączącej stację początkową z koleją państwową. Pierwsza linia otwarta w dniu 14 stycznia 1895 połączyła Stargard przez Starą Dąbrowę, Kozy Pomorskie z Ińskiem i w miejscowości Trąbki przecięła w poziomie normalnotorową linię Szczecin – Gdańsk. Linia była budowana dalej i wkrótce dotarła do Ziemska, a w dniu 12 maja 1895 otwarto odcinek do Kanii, przedłużony w listopadzie do Dobrej Nowogardzkiej, gdzie łączył się z Reską KW. W dniu 20 sierpnia 1896 otwarto linię z Kóz Pomorskich przez Dobrzany do Poźrzadła Dworu, a rok później, w dniu 1 października 1897, kolejny odcinek z Ziemska do Jankowa Pomorskiego. Ostatnią inwestycją była budowa skrzyżowania z linią Runowo Pomorskie – Szczecinek i przedłużenie torów kolejki do stacji Drawsko Pomorskie Wąsk., co nastąpiło 15 listopada 1910.
Stacje na liniach Stargardzkiej KW
| km                                                                   | nazwa polska                     | nazwa niemiecka          |
| linia Stargard Szczeciński Wąsk. – Stara Dąbrowa – Dobra Nowogardzka |                                  |                          |
| 0,0                                                                  | Stargard Szczeciński Wąskotorowy | Stargard (Pommern) Ldb.  |
| 5,1                                                                  | Żarowo                           | Saarow (b. Stargard)     |
| 5,9                                                                  | Lubowo                           | Lübow (b. Stargard)      |
| 8,3                                                                  | Małkowiny Wąskotorowe            | Mulkenthin               |
| 12,3                                                                 | Storkówko Pom.                   | Storkow (Kr. Saatzig)    |
| 14,4                                                                 | Łęczyca Pom.                     | Lenz                     |
| 18,1 0,0                                                             | Stara Dąbrowa                    | Alt Damerow              |
| 3,5                                                                  | Białuń                           | Müggenhall (Kr. Saatzig) |
| 5,7                                                                  | Chlebówko Wąskotorowy            | Sassenhagen              |
| 9,1                                                                  | Chlebowo                         | Sassenburg               |
| 14,0                                                                 | Kania                            | Kannenberg               |
| 19,3                                                                 | Dobropole                        | Breitenfelde             |
| 21,7                                                                 | Zapłocie Wąskotorowe             | Hospital Vorweck         |
| 24,0                                                                 | Dobra Nowogardzka                | Daber (Kr. Naugard) Süd  |
| linia Kozy Pom.- Poźrzadło Dwór                                      |                                  |                          |
| 0,0                                                                  | Kozy Pom.                        | Kashagen                 |
| 2,9                                                                  | Dobrzany Wąskotorowe             | Jacobshagen              |
| 5,2                                                                  | Inica Wąskotorowe                | Ihnathal                 |
| 7,6                                                                  | Dolice Wąsk.                     | Konstantinopel           |
| 10,7                                                                 | Bytowo Wąsk.                     | Butow                    |
| 14,7                                                                 | Sulibórz                         | Groß Silber              |
| 17,4                                                                 | Poźrzadło Wieś                   | Klein Spiegel Dorf       |
| 19,6                                                                 | Poźrzadło Dwór                   | Klein Spiegel Gut        |

Rozebranej przez armię sowiecką w 1945 linii z Dobrzan do Poźrzadła Dworu nie odbudowano i na przełomie lat 1948/1949 oficjalnie ją zlikwidowano. W 1956 zamknięto odcinek z Ińska do Drawska Pomorskiego Wąsk. i wkrótce rozebrano, gdyż wtedy rozbudowywano poligon drawski. W 1989 czynnych było 81,7 km linii (68%). W dniu 1 czerwca 1996 została zamknięta kolejna linia ze Starej Dąbrowy do Ińska i Dobrzan, a w 2001 ostatnia czynna linia ze Stargardu do Dobrej Nowogardzkiej.

## Reska Kolej Wąskotorowa
Do Reskiej KW należało 52,9 km torów o szerokości 1000 mm. W dniu 26 lipca 1896 r. otwarto linię z Dobrej Nowogardzkiej przez Mieszewo do Łobza oraz z Mieszewa do Żelmowa. W dniu 18 listopada 1907 r. linię przedłużono do stacji Resko Północne, gdzie łączyła się z linią Płoty – Łobez oraz Kołobrzeską Koleją Wąskotorową. W 1912 r. kolejka uzyskała połączenie z powiatową koleją normalnotorową Naugarder Kreisbahn, przez co wzrosły przewozy towarowe i ułatwiono skomunikowania pociągów w ruchu pasażerskim.
Stacje na liniach Reskiej KW
| km                                               | nazwa polska      | nazwa niemiecka                |
| linia Dobra Nowogardzka – Mieszewo – Łobez Wąsk. |                   |                                |
| 0,0                                              | Dobra Nowogardzka | Daber (Kr. Naugard) Süd        |
| 0,5                                              | Dobrzanka         | Daber Freiheit                 |
| 3,4                                              | Karniszyn         | Carolinenhöhe                  |
| 5,9                                              | ?                 | Uckleythal                     |
| 6,9 0,0                                          | Mieszewo          | Meesow                         |
| 0,7                                              | Zwierzynek        | Schwerin (Kr. Regenwalde)      |
| 4,2                                              | Sielsko           | Silligsdorf                    |
| 8,8                                              | Siedlice          | Zeitlitz                       |
| 10,1                                             | Rekowo Wąsk.      | Reckow (Kr. Regenwalde)        |
| 12,7                                             | Dobieszewo        | Dübzow (Kr. Regenwalde)        |
| 15,2                                             | Unimie            | Unheim                         |
| 18,0                                             | Świętoborzec      | Landgestüt                     |
| 19,1                                             | Łobez Płd. Wąsk.  | Kalksandsteinweiche, Labes Süd |
| 20,6                                             | Łobez Wąsk.       | Labes Ldb.                     |

Linia z Dobrej Nowogardzkiej do Łobza służyła przewozom pasażerskim jeszcze do 30 czerwca 1991 r., a w 1995 r. odcinek Mieszewo – Łobez został przez PKP rozebrany. Na odcinku Mieszewo – Resko Północne pociągi pasażerskie kursowały do 1959 r., później już jako linia gospodarcza długie lata (do 1995 r.) służyła do przewozu taboru na naprawy z Dobrej Nowogardzkiej i Ińska do Reska. Ostatni pociąg osobowy zorganizowany dla miłośników kolei przejechał trasę Dobra Nowogardzkie – Dorowo i z powrotem w dniu 13 października 2001 r.

## Gryficka Kolej Wąskotorowa

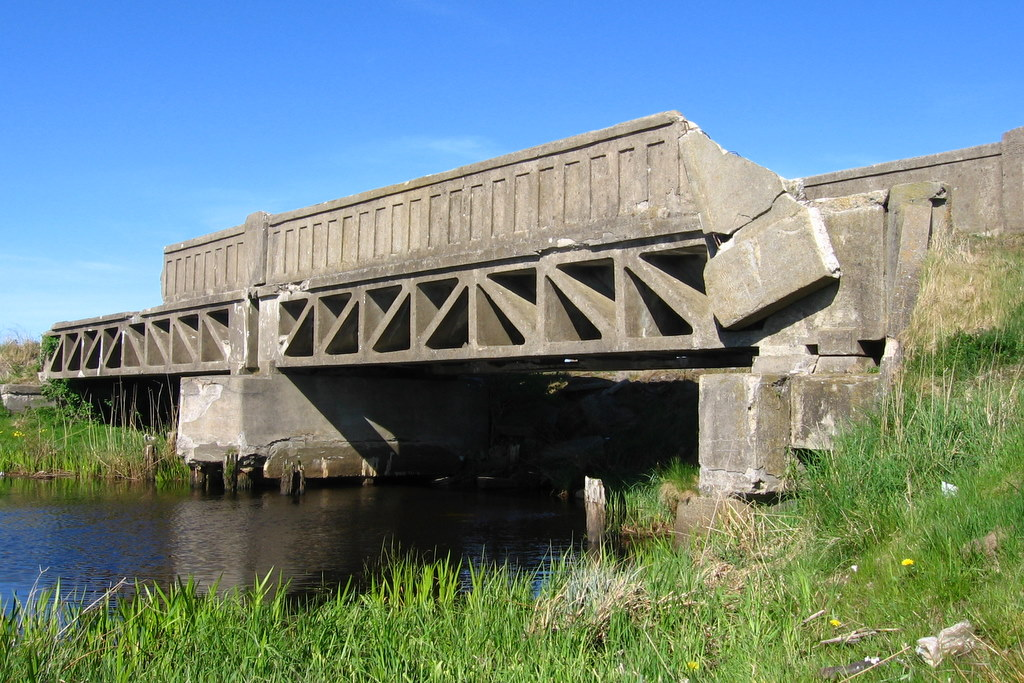
Dawny most kolejowy na Starej Redze przed Robami

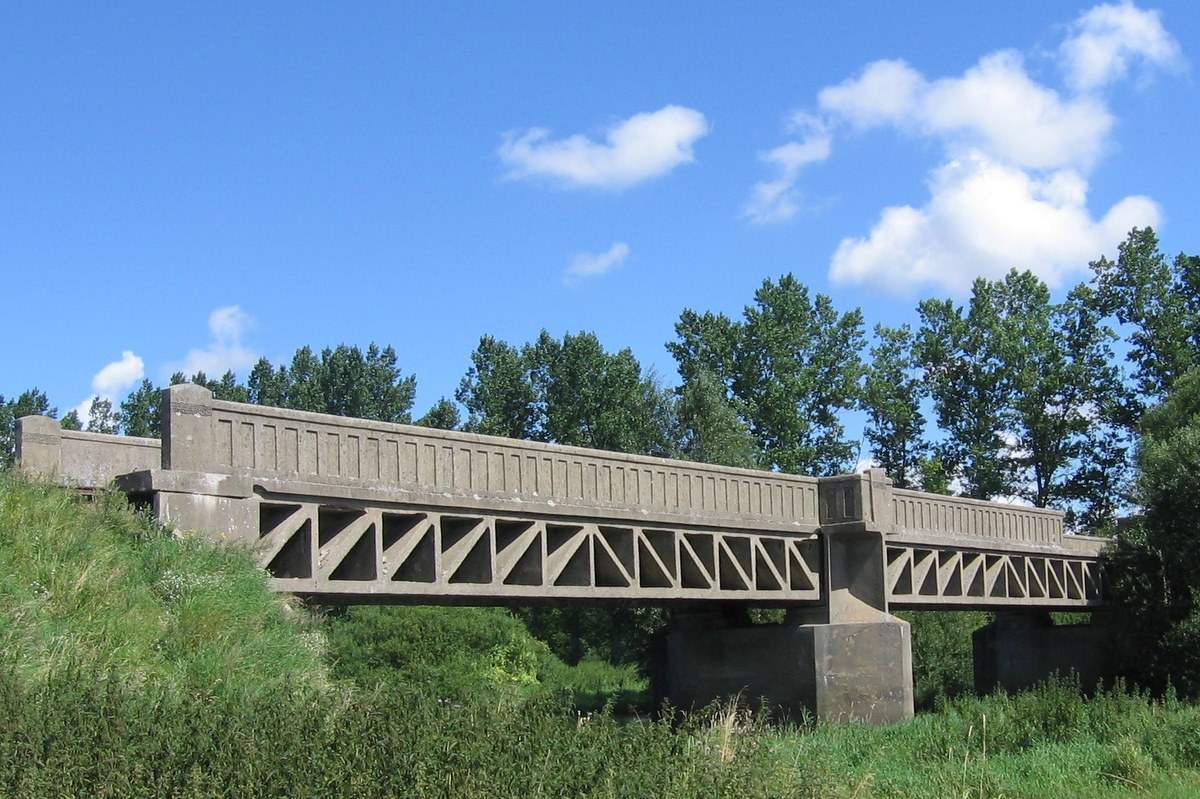
Most nad Regą pod Nowielicami na linii Trzebiatów – Pogorzelica

Do Gryfickiej Kolei Wąskotorowej należało łącznie 175,6 km torów. Pierwsza linia z Gryfic Wąsk. do Niechorza została uruchomiona 1 lipca 1896 roku, a 2 lata później 5 października 1898 roku oddano do eksploatacji linię z Gryfic do Dargosławia. Obie linie początkowo miały prześwit toru 750 mm, a bocznicę gryfickiej cukrowni wyposażono w splot 3-szynowy 750/1435 mm. Szybko rosnące przewozy spowodowały, że następną linię, Popiele – Golczewo, a docelowo port w Stepnicy, postanowiono wybudować o szerokości toru 1000 mm. Już 17 sierpnia 1901 roku oddano ją do użytku i natychmiast rozpoczęto przekuwanie toru z 750 na 1000 mm na odcinku Popiele – Gryfice Wąsk., przy okazji zmieniając nieco jego przebieg. Od tej pory wszystkie nowo budowane linie otrzymywały szerokość toru 1000 mm. W dniu 1 grudnia 1903 roku ukończono budowę całej linii przez Łoźnicę, gdzie istniało skrzyżowanie z linią normalnotorową Szczecin – Świnoujście, do portu w Stepnicy. Już wkrótce okazało się, że linia ta ma dla regionu duże znaczenie, więc kontynuowano realizację ambitnych planów i 7 października 1905 roku otwarta została linia z Golczewa do Śniatowa. Tymczasem również w 1905 roku zakończono przekuwanie torów z 750 na 1000 mm na odcinkach Popiele – Niechorze oraz Gryfice Wąsk. – Dargosław i przystąpiono do budowy odcinka Dargosław – Trzebiatów, który 1 listopada 1907 roku oddano do użytku. Dopiero w tym czasie cukrownia Gryfice uporała się z przekuciem swoich torów bocznicowych z 750 na 1000 mm i budową splotu 1000/1435 mm. W dniu 6 września 1911 roku oddano do eksploatacji trasę z Czarnogłów do Rokity, która na pewnym odcinku otrzymała splot 3-szynowy 1000/1435 mm i służyła do transportu dużych ilości wapna z kopalni w Czarnogłowach. W związku z rozwojem turystyki i ruchu plażowego 30 czerwca 1912 roku uruchomiono odcinek z Trzebiatowa do Mrzeżyna, a niecały rok później, 1 maja 1913 roku, ruszyły pociągi z Trzebiatowa do Niechorza. Już wkrótce, 10 października 1913 roku, ukończono budowę krótkiego odcinka Kołomąć – Trzygłów, który służył wyłącznie przewozom okopowizny i cegły z miejscowej cegielni połączonej kolejką gospodarczą ze wsią Waniorowo. W 1920 roku prawdopodobnie w ramach „robót interwencyjnych” wykonano kolejną korektę przebiegu trasy Gryfice Wąsk. – Popiele – Rybokarty, przez co odcinek ten uległ wyprostowaniu i omijał głębokie przekopy.
| km                                                       | nazwa polska                               | nazwa niemiecka                     |
| linia Gryfice Wąsk.- Rewal- Trzebiatów Wąsk. (zachodnia) |                                            |                                     |
| 0,0                                                      | Gryfice Wąsk.                              | Greifenberg (Pommern) Ldb.          |
| 4,1                                                      | Popiele                                    | Chausseehaus b. Greifenberg (Pom.)  |
| 8,6                                                      | Rybokarty                                  | Ribbekardt                          |
| 10,4                                                     | Wilczkowo                                  | Völschenhagen                       |
| 12,4                                                     | Niedźwiedziska                             | Medewitz (Kr. Greifenberg Pom.)     |
| 16,5                                                     | Modlimowo                                  | Muddelmow                           |
| 18,7                                                     | Paprotno                                   | Parpart                             |
| 22,7                                                     | Karnice Wąsk.                              | Karnitz (Kr. Greifenberg Pom.) Ldb. |
| 26,7                                                     | Dreżewo                                    | Dresow                              |
| 29,5                                                     | Trzęsacz                                   | Hoff (Pommern)                      |
| 30,9                                                     | Rewal                                      | Rewahl Seebad                       |
| 32,3                                                     | Śliwin                                     | Schleffin                           |
| 35,5                                                     | Niechorze Wielkie (ob. Niechorze Latarnia) | Groß Horst                          |
| 36,4                                                     | Niechorze                                  | Horst Seebad                        |
| 37,4                                                     | Liwia Łuża                                 | Horst Liebelose                     |
| 39,4                                                     | Pogorzelica Gryf.                          | Fischerkathen                       |
| 42,3                                                     | Rogozina                                   | Mittelhagen                         |
| 44,3                                                     | Sadlno                                     | Zedlin                              |
| 47,4                                                     | Włodarka                                   | Voigtshagen                         |
| 50,8                                                     | Trzebiatów Mokre                           | Treptow (Rega) Badstübertor         |
| 53,0                                                     | Trzebiatów Wąsk.                           | Treptow (Rega) Ldb.                 |
| linia Popiele- Golczewo Wąsk.- Stepnica                  |                                            |                                     |
| 0,0                                                      | Popiele                                    | Chausseehaus b. Greifenberg (Pom.)  |
| 1,8                                                      | Rzęsin                                     | Rensin                              |
| 4,3                                                      | Kołomąć                                    | Koldemanz                           |
| 7,6                                                      | Świeszewo                                  | Schwessow                           |
| 10,2                                                     | Wołowiec                                   | Ravenhorst                          |
| 11,6                                                     | Upadły                                     | Henkenhagen (bei Greifenberg)       |
| 14,2                                                     | Golczewo Gaj                               | –                                   |
| 16,4                                                     | Golczewo Wąsk.                             | Gülzow Ldb.                         |
| 18,3                                                     | Golczewo Młyn                              | Obermühle                           |
| 20,0                                                     | Kłęby                                      | Klemmen                             |
| 22,6                                                     | Kłodzino Kamieńskie                        | Klötzin                             |
| 25,0                                                     | Buk Kamieński                              | Böck (Kr. Cammin)                   |
| 25,9                                                     | Czarnogłowy                                | Zarnglaff                           |
| 29,4                                                     | Trzechel                                   | Trechel                             |
| 31,4                                                     | Żychlikowo                                 | Siegelkow                           |
| 36,8                                                     | Łoźnica Wąsk.                              | Kantreck Ldb.                       |
| 38,7                                                     | Dzisna                                     | Dischenhagen                        |
| 40,9                                                     | Babigoszcz                                 | Hammer (Kr. Cammin)                 |
| 42,8                                                     | Borowice                                   | Wächtershöhe                        |
| 45,4                                                     | Widzieńsko                                 | Hohenbrück                          |
| 47,6                                                     | Rogów Kamieński                            | Rehbock                             |
| 50,1                                                     | Świbin                                     | Schiebenhorst                       |
| 52,2                                                     | Bogusławie                                 | Birkenwalde                         |
| 54,0                                                     | Stepnica                                   | Stepenitz                           |

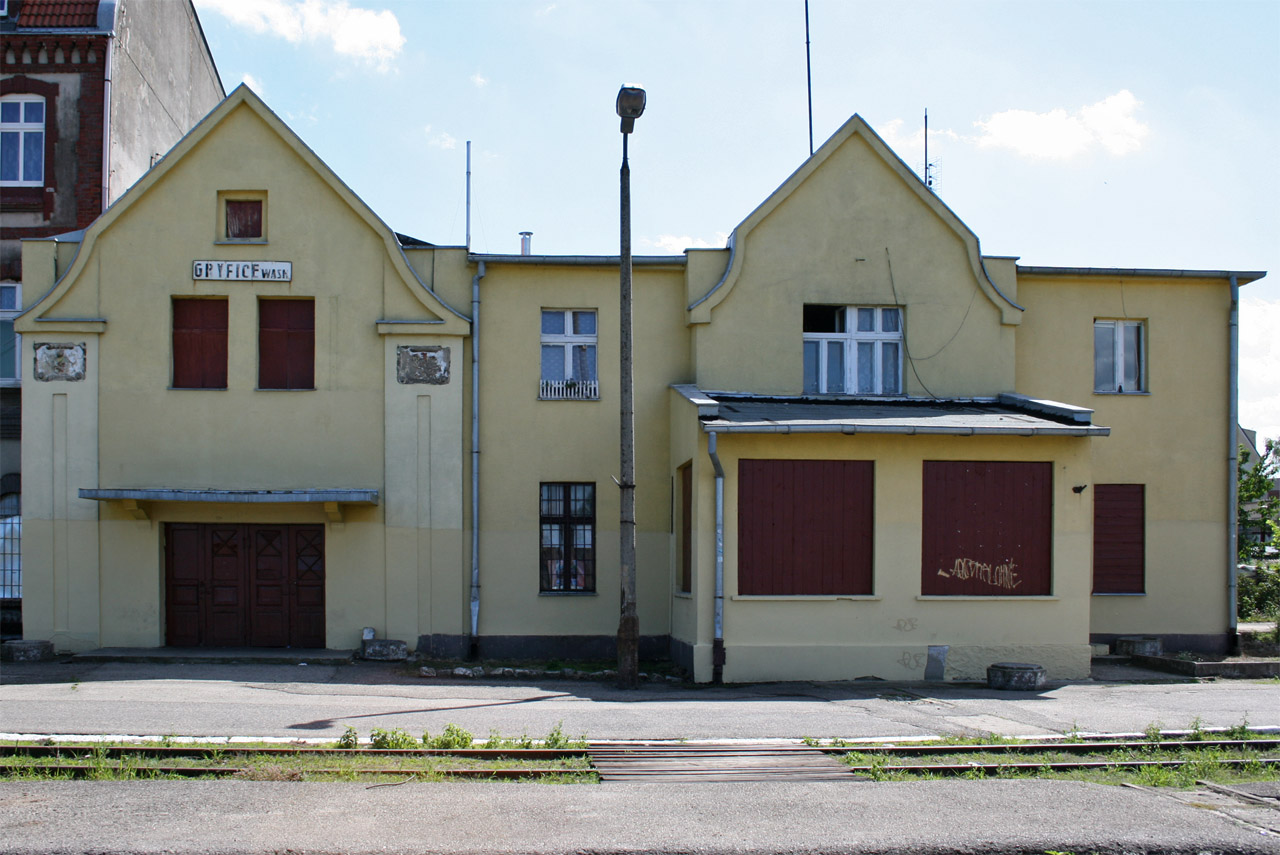
Stacja w Gryficach

Pierwsza została zamknięta i rozebrana linia z Czarnogłowów do Rokity. Do 1969 roku zamknięto kolejne linie: Kołomąć – Trzygłów, Mrzeżyno Gryf. – Trzebiatów Mokre oraz Golczewo Wąsk. – Śniatowo. W 1977 roku zawieszono przewozy pasażerskie na odcinku Łoźnica Wąsk. – Stepnica, ale jeszcze w 1990 roku czynnych było 126,4 km linii (72%). Rok później zawieszono przewozy na odcinku z Trzebiatowa do Dargosławia, a od 1 października 1996 roku dalszą jego część Dargosław – Gryfice oraz linię z Popiela do Łoźnicy. Jeszcze w 1996 roku przejezdne były wszystkie istniejące odcinki: Gryfice – Tąpadły – Trzebiatów – Niechorze – Gryfice i Gryfice – Golczewo – Łożnica – Stepnica. W końcowym okresie działalności PKP, ze względu na zły stan mostu nad rzeką Regą, zamknięto w 1999 roku odcinek z Trzebiatowa do Pogorzelicy oraz wycięto odcinek torów na przejeździe kolejowo-drogowym koło Babigoszczy w ciągu szosy nr E65.
Obecnie (2022) czynna jest tylko jedna linia o długości 39,5 km z Gryfic Wąsk. przez Trzęsacz, Rewal, Śliwin i Niechorze do Pogorzelicy. Jest to 22% wszystkich linii dawnej Gryfickiej Kolei Wąskotorowej. Linia jest finansowana przez gminę Rewal. W latach 2011–2013 trwał remont odcinka Trzęsacz – Rewal – Niechorze-Pogorzelica Gryficka. Plany inwestycyjne, mimo wcześniejszych zapowiedzi, nie objęły wznowienia ruchu na odcinku Pogorzelica – Trzebiatów oraz budowy linii do Pobierowa. W 2010 r. – w ostatnim sezonie przed remontem – kolejka przewiozła 120 tysięcy pasażerów, którzy przynieśli przychód w wysokości 700 tysięcy złotych przy dotacji ze strony gminy w wysokości 200 tysięcy złotych. Na określenie kolejki gmina używa obecnie nazwy Nadmorska Kolej Wąskotorowa Gminy Rewal.
Zrealizowana z dużym rozmachem inwestycja (linia została wybudowana praktycznie od nowa) spowodowała znaczne problemy finansowe gminy Rewal – w roku 2014 zobowiązania gminy wyniosły 136 mln zł, czyli tyle co dwuletnie dochody, co spowodowało interwencję Regionalnej Izby Obrachunkowej w postaci narzucenia uchwały budżetowej i zakazu realizacji nowych inwestycji.

## Kołobrzeska Kolej Wąskotorowa
Do Kołobrzeskiej KW należało 123 km torów o szerokości 1000 mm. Pierwszy odcinek Kołobrzeg – Gościno – Rymań o długości 36 km został otwarty w dniu 27 maja 1895 r. Kilka dni później, w dniu 1 czerwca 1895 r., uruchomiono odcinek Rymań – Resko Płn. Wąsk., gdzie później linia otrzymała połączenie z Reską KW. W dniu 22 września 1895 r. ruszyły pociągi na trasie z Gościna do Sławoborza, a w dniu 9 grudnia 1899 r. połączono Kołobrzeską KW z Gryficką KW budując odcinek ze Skrzydłowa do Tąpadeł. 10 lat później, w dniu 10 listopada 1909 r., uruchomiono odcinek z Gościna do wsi Pobłocie Wielkie, a po kolejnych 6 latach przedłużono go do Karlina Wąsk. i otwarto odnogę z Lubiechowa do Włościborza.
Stacje na liniach Kołobrzeskiej KW
| km                                  | nazwa polska               | nazwa niemiecka                             |
| linia Kołobrzeg Wąsk. – Gościno     |                            |                                             |
| 0,0                                 | Kołobrzeg Wąsk.            | Kolberg Ldb.                                |
| 1,3                                 | Kołobrzeg Kostrzewno Wąsk. | Kolberg Vorbahnhof, Kolberg Siederland Ldb. |
| 3,4                                 | Radzikowo                  | Neugeldern                                  |
| 5,0                                 | Zieleniewo                 | Sellnow (Kr. Kolberg)                       |
| 6,7                                 | Bezpraw                    | Kautzenberg                                 |
| 8,4                                 | Błotnica-Przećmino         | Spie-Prettmin                               |
| 12,0                                | Charzyno                   | Garrin                                      |
| 15,7                                | Ząbrowo Wąsk.              | Semmerow                                    |
| 17,3                                | Jarogniew                  | Karlshof (bei Kolberg)                      |
| 19,3                                | Gościno                    | Groß Jestin                                 |
| linia Gościno – Sławoborze          |                            |                                             |
| 0,0                                 | Gościno                    | Groß Jestin                                 |
| 1,1                                 | Gościno Żalno              | Groß Jestin Friedhof                        |
| 4,4                                 | Karkowo                    | Karkow (Pommern)                            |
| 6,5                                 | Dargocice                  | Eickstedtswalde                             |
| 8,4                                 | Wierzbka Dolna             | Groß Vorbeck                                |
| 9,8                                 | Ramlewo                    | Ramelow (bei Kolberg)                       |
| 12,0                                | Sikorzyce                  | Meisegau                                    |
| 14,2                                | Rokosowo Kołobrzeskie      | Rogzow (Kr. Kolberg)                        |
| 15,6                                | Lepino                     | Leppin                                      |
| ca 16,1                             | Lepino Trójkąt             | –                                           |
| 20,2                                | Sławoborze                 | Stolzenberg                                 |
| linia Skrzydłowo – Resko Płn. Wąsk. |                            |                                             |
| 0,0                                 | Skrzydłowo                 | Mühlenbruch                                 |
| 4,4                                 | Ostrobodno                 | Ostenheide                                  |
| 5,6?                                | Myszyna                    | ?                                           |
| 7,5                                 | Stołążek                   | Stölitzhöfchen                              |
| 9,0?                                | Puszczyki                  | Sprockheideweiche                           |
| 11,0                                | Iglice                     | Geiglitz                                    |
| 12,0?                               | Malenino                   | ?                                           |
| 14,0                                | Potuliny                   | Flackenhagen (Pommern)                      |
| 15,8                                | Łabuń Mały                 | Neu Labuhn                                  |
| 17,5?                               | Prusim nad Regą            | Prützen                                     |
| 19,0                                | Resko Pn. Wąsk.            | Regenwalde Ldb.                             |

W pierwszych powojennych latach dość intensywny ruch pociągów pasażerskich i towarowych panował na prawie wszystkich odcinkach. Już w 1959 r. pociągi osobowe przestały kursować na odcinku Gościno – Lepino Trójkąt, a linia z Lubiechowa do Włościborza, służąca wyłącznie ruchowi towarowemu, padła pastwą pierwszych redukcji i została rozebrana. W 1961 r. przestały kursować pociągi z Kołobrzegu do Gościna i wkrótce linię tę również rozebrano. W tym samym czasie wstrzymano ruch pociągów osobowych na trasie Skrzydłowo – Resko Płn., a w 1964 r. przestały kursować pociągi na trasie Gościno – Karlino, którą jeszcze w tym samym roku rozebrano. Do 1962 r. kursowały pociągi pasażerskie na trasie Gryfice – Gościno, a do 1966 r. w skróconej relacji do Rymania. Na pozostałych liniach pozostał ruch towarowy, który, przez długie lata do 1990 r., odgrywał jeszcze dużą rolę. Później, do 1995 r. odbywały się coraz mniejsze przewozy na trasach Gościno – Lepino Trójkąt – Białogard i Rymań – Tąpadły. Odcinek Tąpadły – Skrzydłowo – Resko Płn. do 1996 r. służył do przewozu taboru na naprawy do Reska. Jedynie na odcinku Lepino Trójkąt – Sławoborze od 1992 r. nie kursowały żadne pociągi i oficjalnie został on zamknięty w 1996 r. Cała sieć straciła spójność w czerwcu 1999 r., gdy zdemontowano przęsła torów na przejazdach kolejowo-drogowych w ciągu szosy E28 w Wicimicach, Rymaniu i Ramlewie. W okolicach Gościna (układ torowy stacji, linia w kierunku Sławoborza i częściowo linia w kierunku Rymania) oraz tory na odcinku Skrzydłowo – Tąpadły częściowo zdemontowano na przełomie lat 2006/2007.

## Koszalińska Kolej Wąskotorowa
Do Koszalińskiej KW (niem. Aktiengesselschaft der vereinigten Kleinbahnen der Kreise Köslin, Bublitz und Belgard, tłum. dosł. Połączone koleje wąskotorowe powiatów koszalińskiego, bobolickiego i białogardzkiego, spółka akcyjna) należało 129,52 km torów o początkowym prześwicie toru 750 mm. Pierwsza linia o długości 32,2 km z Koszalina do wsi Nacław uruchomiona została w dniu 1 listopada 1898 r., gdzie uzyskała połączenie ze Sławieńską Koleją Powiatową. Dokładnie 7 lat później ruszyły pociągi na trasie Manowo – Świelino – Bobolice i Białogard – Świelino. W dniu 17 września 1909 r. oddano ostatnią linię z Białogardu do Rarwina o długości 20,2 km.
Stacje na liniach Koszalińskiej KW
| km                            | nazwa polska        | nazwa niemiecka                                     |
| linia Koszalin Wąsk.- Nacław  |                     |                                                     |
| 0,0                           | Koszalin Wąsk.      | Köslin Kleinbahnhof / Ldb.                          |
| 1,8                           | Koszalin Podgórze   | Köslin Gasanstalt                                   |
| 3,0                           | Koszalin Żalno      | Köslin Friedhof                                     |
| 4,5                           | Kretomino           | Krettmin                                            |
| 8,6                           | Bonin               | Bonin                                               |
| 11,7                          | Manowo              | Manow                                               |
| 12,5                          | Manowo Majątek      | Manow Gutsweiche                                    |
| 16,6                          | Wyszewo             | Seidel                                              |
| 18,8                          | Smogorzewice        | Leopoldshöhe                                        |
| 23,1                          | Wiewiórowo          | Viverow                                             |
| 26,9                          | Kościernica Łącznia | Kösternitz Anschluß                                 |
| 27,6                          | Kościernica Wąsk.   | Kösternitz                                          |
| 32,3                          | Nacław              | Natzlaff                                            |
| linia Manowo – Bobolice Wąsk. |                     |                                                     |
| 0,0                           | Manowo              | Manow                                               |
| 3,0                           | Przybyradz          | Finkenborn                                          |
| 4,9                           | Żabowa              | Wilhelmstal (Kr. Köslin)                            |
| 6,6                           | Zacisze             | Grünhof                                             |
| 7,9                           | Rosnowo Wąsk.       | Roßnow                                              |
| 9,3                           | Gniewice            | Hirschfelde (Kr. Köslin)                            |
| 10,2                          | Kurozwęcz           | Kursewanz                                           |
| 13,4                          | Krępica             | Crampe (Kr.Bublitz), Krampe (Kr. Köslin)            |
| 14,4                          | Krępa Koszalińska   | Crampe Dorf (Kr. Bublitz), Krampe Dorf (Kr. Köslin) |
| 17,0 0,0                      | Świelino            | Schwellin                                           |
| 3,6                           | Bożniewice          | Hufenberg                                           |
| 7,2                           | Dobrociechy         | Dubbertech                                          |
| 10,8                          | Głodowa Koszalińska | Goldbeck Haltestelle, Goldbeck (Kr. Köslin)         |
| 11,8                          | Głodowiec           | Goldbeck Haltepunkt                                 |
| 16,9                          | Bobolice Wąsk.      | Bublitz Ldb.                                        |

Po przejęciu we wrześniu 1945 r. administracji przez PKP wszystkie linie były nieczynne, gdyż wcześniej armia sowiecka prawdopodobnie zdemontowała nawierzchnię. Według rozkładu jazdy 1948/1949 przywrócono ruch na linii Białogard – Świelino – Bobolice, a w 1950 r. na liniach z Koszalina do Bobolic i z Białogardu do Rarwina z nowym prześwitem toru 1000 mm, dostosowując szerokość do innych linii wąskotorowych na Pomorzu Zachodnim. W 1952 r. otwarto odcinek z Rarwina do Lepina Trójkąt, również o szerokości toru 1000 mm, gdzie powstał układ torowy umożliwiający płynne kierowanie pociągów do Sławoborza lub Gościna. W ten sposób zrealizowano dawne plany z lat 20. łącząc Koszalińską Kolej Wąskotorową z resztą linii Pomorskich Kolei Wąskotorowych. Projekt uruchomienia linii Manowo – Jacinki – Polanów Pomorski nie doczekał się niestety realizacji.
W latach 80. XX wieku zamknięto pierwszą z linii – ze Świelina do Bobolic. W 1996 r. to samo stało się z liniami z Białogardu do Lepina i Świelina. Ostatnia linia, z Koszalina do Świelina, została zamknięta w 2001 r. W 2008 r. Towarzystwo Koszalińskiej Kolei Wąskotorowej przywróciło dla ruchu turystycznego odcinek Koszalin – Manowo, a po odbudowie szlaku w 2016 roku wznowiono planowy ruch do Rosnowa Wąskotorowego.
Istniejące obecnie linie kolejki:
- Koszalin Wąsk. – Świelino – czynna na odcinku do Rosnowa, w dalszej części rozkradziona, wpisana do rejestru zabytków; w Koszalinie znajduje się stacja przeładunkowa oraz lokomotywownia z warsztatami
- Świelino – Bobolice – linia w większości rozkradziona; PKP obiecało przekazać ją na pozysk szyn do załatania linii, które uruchomi samorząd (stacja Bobolice i ostatnie 2 kilometry toru zostały w 2007 roku rozebrane przez samorząd w Bobolicach – teren ten razem z torami kilka lat wcześniej PKP przekazało gminie na własność pod budowę osiedla; samorząd w Bobolicach, pomimo licznych deklaracji, nie przekazał kolejce szyn z rozebranego torowiska, tylko sprzedał je na złom)
- Kurozwęcz – Zegrze Pomorskie – linia w większości rozkradziona.

W 2005 roku powstało Towarzystwo Miłośników Koszalińskiej Wąskotorówki, które za główny cel stawia sobie reaktywację kolejki na odcinku Koszalin – Świelino. Pierwsze jazdy próbne na fragmencie linii odbyły się w roku 2008, a sezonowy ruch pasażerski rozpoczął się w 2010 na odcinku do Manowa, a do 2016 roku do Rosnowa nad Jezioro Rosnowskie.
Linie kolejki rozebrane:

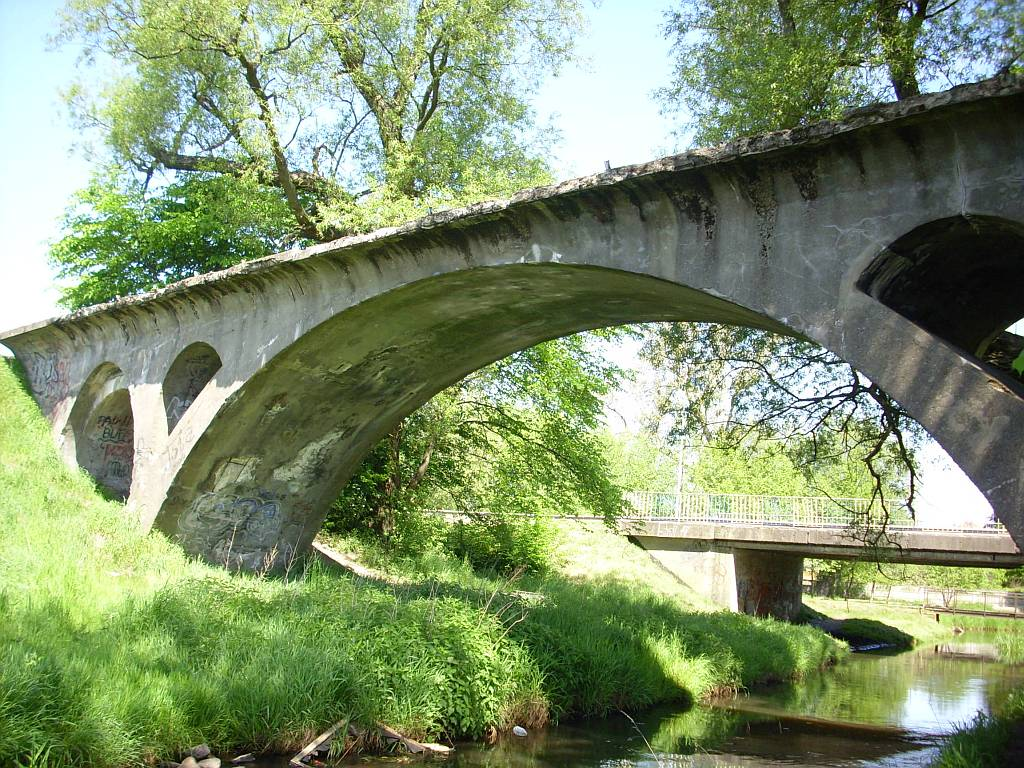
Nieużywany most kolejki nad Kanałem Ulgi w Białogardzie

- Manowo – Nacław – linia rozebrana przez wojska sowieckie i już nieodbudowana po wojnie,
- Białogard Wąsk. – Białogard Miasto – odcinek zlikwidowany w latach 70. XX w.,
- Białogard Wąsk. – Lepino – linia rozebrana w 2006 roku,
- Świelino – Białogard Wąsk. – linia rozebrana w 2007 roku; istnieją szanse na dzierżawę terenu, co zablokuje na jakiś czas sprzedaż działek i być może stanowić będzie szansę na odbudowę tej linii w przyszłości,
- Lepino – Sławoborze – linia przejęta po likwidacji Kolei Kołobrzeskich; została rozkradziona, a jej resztki PKP rozebrało w 2006 roku,
- Lepino – Gościno – linia przejęta po likwidacji Kolei Kołobrzeskich; została rozkradziona, a jej resztki PKP rozebrało w 2004 i 2006 roku; częściowo na jej terenach wybudowano obwodnicę Gościna; mieszczące się w Gościnie warsztaty zlikwidowano w latach 60. razem z siecią Kolei Kołobrzeskich,
- Nacław – Żydowo – linia była dzierżawiona przed wojną od Kolei Sławieńskich; została rozebrana przez wojska sowieckie i już nie została odbudowana po wojnie.

## Sławieńska Kolej Powiatowa
Do Sławieńskiej KP należało 63,39 km torów i podobnie jak na liniach Koszalińskiej KW miały one szerokość 750 mm. Pierwsza linia ze Sławna do Polanowa została otwarta w dniu 21 grudnia 1897 r., dwie następne z Polanowa do Gołogóry i ze wsi Nacław do Jacinek w roku następnym. W 1910 r. wykonano połączenie ze stacją Pollnow Staatsbahnhof, przez co sieć wydłużyła się do 65 km. W 1921 r. oddano nowy dworzec kolei państwowej, więc zmianie uległ przebieg torów w obrębie Polanowa. W 1926 r. zamknięto odcinek górski z Żydowa Pom. do Gołogóry i do 1934 r. rozebrano na nim tor. W 1934 trasa Sławno – Jacinki została przebudowana i zmieniono prześwit toru na normalny (1435 mm), a z Jacinek do Polanowa utworzono splot dla linii wąskotorowej 750 mm i normalnotorowej 1435 mm (odcinek trzyszynowy). Po tych zmianach linia Sławno – Jacinki uległa skróceniu o ok. 3 km, a na pozostałym odcinku Nacław – Polanów – Żydowo o długości 21,2 km jeszcze przez ponad 10 lat kursowały pociągi wąskotorowe. W 1945 wszystkie te linie pod nadzorem oddziałów trofiejnych Armii Czerwonej zostały rozkradzione przez jeńców wojennych, a szyny i częściowo tabor wywiezione do ZSRR.

## Słupska Kolej Powiatowa

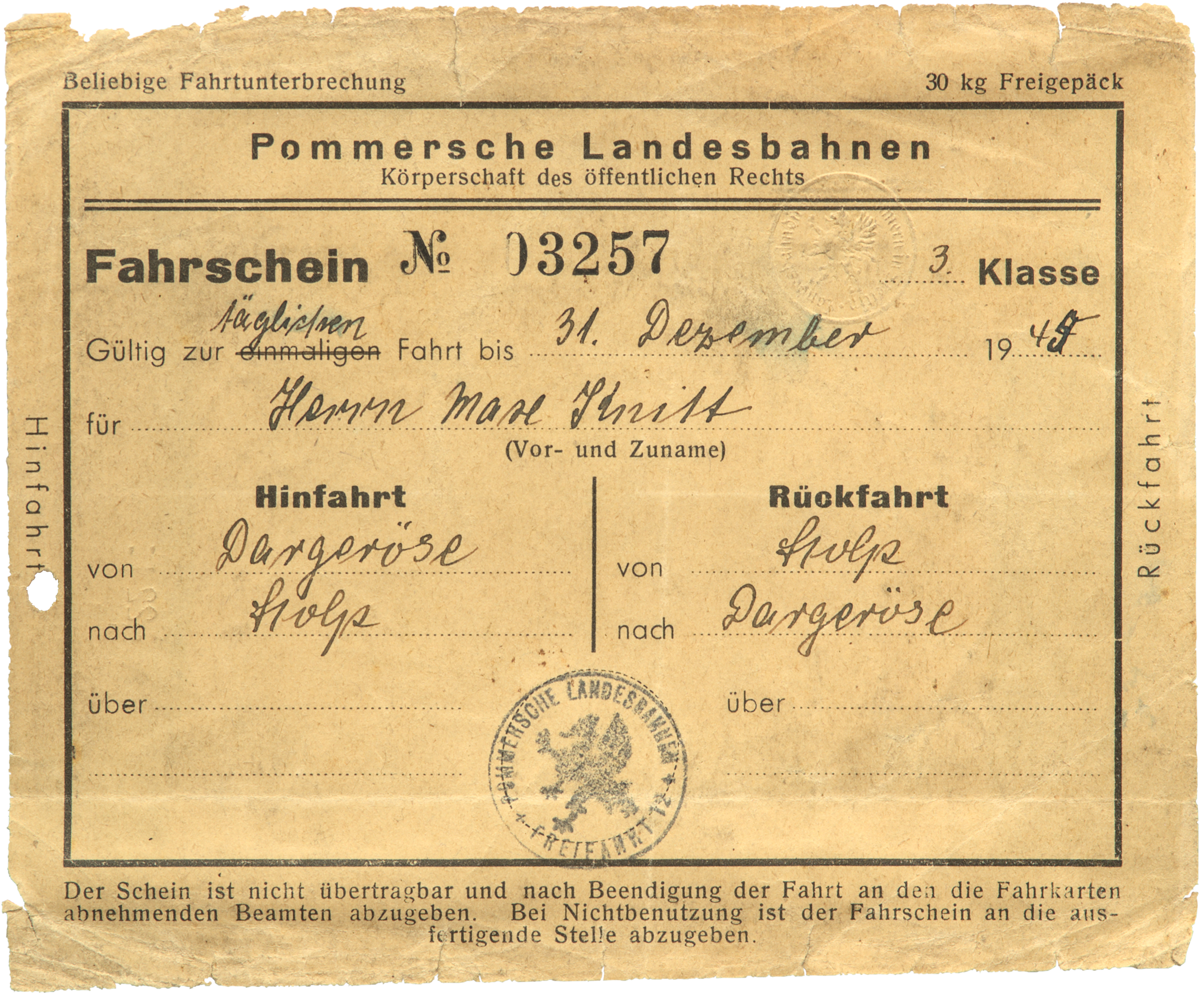
Bezpłatny bilet Pommersche Landesbahnen z lat 1944–1945

Do Słupskiej KP początkowo należało 55,4 km torów o szerokości 750 mm. W dniu 14 sierpnia 1897 r. otwarto linię Słupsk – Żelkowo – Smołdzino i Żelkowo – Dargoleza, w 1902 r. wydłużoną o 5,9 km do Cecenowa. W dniu 6 grudnia 1913 r. oddano do użytku dwie linie normalnotorowe Ustka – Komnino – Kępno Słupskie oraz Komnino – Smołdzino, która na odcinku Siecie – Smołdzino po 16 latach zastąpiła kolejkę wąskotorową. Od tej pory do Smołdzina można było dojechać tylko pociągiem kursującym po torach normalnych. Wkrótce rozebrano niepotrzebny odcinek Żelkowo – Siecie, więc jedyną linią wąskotorową pozostała trasa Słupsk – Kępno Słupskie – Dominek – Żelkowo – Dargoleza – Cecenowo o długości 52 km. Przez kolejnych 9 lat, do 1922, na odcinku Kępno Słupskie – Dominek istniały dwa równoległe tory: 750 mm i 1435 mm. Na odcinku tym panował ożywiony ruch (do 20 pociągów na dobę) i według ówczesnych rozkładów jazdy na trasie tej dochodziło nieraz do wyścigów dwóch pociągów osobowych. W 1920 r. częściowo po nowej trasie przekuto na tor normalny odcinek Słupsk – Kępno Słupskie, a w 1922 r. fragment Kępno Słupskie – Klęcino. Przez kolejnych 11 lat funkcjonował jeszcze odcinek wąskotorowy Klęcino – Dargoleza – Cecenowo (17,29 km) i wreszcie jesienią 1933 r. przekuto na szerokość normalną ostatni fragment Klęcino – Dargoleza, równocześnie przeznaczając trasę Dargoleza – Cecenowo do rozbiórki. Po przebudowie linii na tor 1435 mm trasa Słupsk – Dargoleza uległa skróceniu o 2,7 km. Wszystkie te linie zostały rozkradzione przez Armię Czerwoną w kwietniu/maju 1945 r.
Stacje na liniach Słupskiej KP

Polskie nazwy stacji pochodzą od nazw miejscowości lub z pierwszego powojennego rozkładu jazdy

| km                                         | nazwa polska              | nazwa niemiecka           |
| linia Słupsk Przystanek Osobowy – Cecenowo |                           |                           |
| 0,0                                        | Słupsk Przystanek Osobowy | Stolp Personen Haltepunkt |
| 1,0                                        | Słupsk Mały Dworzec       | Stolp Kleinbahnhof        |
| 3,2                                        | Ryczewo                   | Ritzow                    |
| 4,4                                        | Siemianice                | Schmaatz                  |
| 6,7                                        | Swochowo                  | Schwuchow                 |
| 11,5                                       | Karzcino                  | Carzin, Karzin            |
| 15,3                                       | Kępno Słupskie            | Gabel                     |
| 16,7                                       | Dominek                   | Dominke                   |
| 19,1                                       | Lękwica                   | Lankwitz (Kr. Stolp)      |
| 20,3                                       | Żoruchowo                 | Sorchow                   |
| 24,3 0,0                                   | Żelkowo                   | Wendisch Silkow           |
| 3,0                                        | Choćmirowo                | Neugutzmerow              |
| 5,3                                        | Będziechowo               | Bandsechow                |
| 7,7                                        | Rumsko                    | Rumbske                   |
| 10,5                                       | Klęcino                   | Klenzin                   |
| 12,0                                       | Główczyce                 | Glowitz                   |
| 16,0                                       | Wykosowo                  | Vixow                     |
| 19,4                                       | Przebędowo                | Prebendow (Kr. Stolp)     |
| 21,8                                       | Dargoleza                 | Dargeröse                 |
| 24,3                                       | Wolinia                   | Wollin (Kr. Stolp)        |
| 27,7                                       | Cecenowo                  | Zezenow                   |

## Linia Casekow – Penkun – Oder
| km                                    | nazwa polska    | nazwa niemiecka         |
| linia Casekow – Pomorzany Wąsk.       |                 |                         |
| 0,0                                   | (brak nazwy)    | Casekow                 |
| 2,3                                   | (brak nazwy)    | Zimmermannshof          |
| 4,1                                   | (brak nazwy)    | Wartin Siedlung         |
| 5,9                                   | (brak nazwy)    | Wartin                  |
| 9,4                                   | (brak nazwy)    | Neuhof                  |
| 11,3                                  | (brak nazwy)    | Sommersdorf             |
| 14,3                                  | (brak nazwy)    | Penkun                  |
| 15,7                                  | (brak nazwy)    | Friedefeld-Wollin       |
| 17,8                                  | (brak nazwy)    | Battinsthal             |
| 20,1                                  | (brak nazwy)    | Krackow                 |
| 23,3                                  | (brak nazwy)    | Hohenholz               |
| 25,1                                  | (brak nazwy)    | Hohenholz Försterei     |
| 26,3                                  | (brak nazwy)    | Kyritz                  |
| 28,8                                  | (brak nazwy)    | Ladenthin               |
| granica polsko-niemiecka (od 1945 r.) |                 |                         |
| 30,7                                  | Barnisław       | Barnimslow              |
| 31,4                                  | Warnik          | Warningshof             |
| 32,6                                  | Karwowo         | Carow (Bz. Stettin)     |
| 34,2                                  | Będargowo       | Mandelkow (Bz. Stettin) |
| 36,5                                  | Warzymice Wąsk. | Klein Reinkendorf Ldb.  |
| 38,3                                  | Gumieńce Wąsk.  | Scheune Ldb.            |
| 40,4                                  | Wstowo Wąsk.    | Güstow                  |
| 42,1                                  | Pomorzany Wąsk. | Pommerensdorf Ldb.      |

Polskie nazwy stacji pochodzą od nazw miejscowości lub z pierwszego powojennego rozkładu jazdy

Linia kolei wąskotorowej, nazywana ze względu na przebieg Casekow – Penkun – Oder (CPO) o prześwicie toru 750 mm, została zbudowana w dwóch etapach: w kwietniu 1899 r. oddano do użytku odcinek z Casekow do Gumieniec, a w październiku dalszy jej trzyszynowy fragment (splot dla linii wąskotorowej 750 mm i normalnotorowej 1435 mm) do Pomorzan.
W 1945 r., z powodu przecięcia linii granicą państwową, została ona rozebrana. Ocalał tylko odcinek z Gumieniec do Pomorzan, na którym zlikwidowano środkową szynę. Obecnie jest on nieprzejezdny.